# Sebastiania pusilla
Sebastiania pusilla är en törelväxtart som beskrevs av Léon Camille Marius Croizat. Sebastiania pusilla ingår i släktet Sebastiania och familjen törelväxter.
Artens utbredningsområde är Uruguay. Inga underarter finns listade i Catalogue of Life.